# 呂貝克市政廳

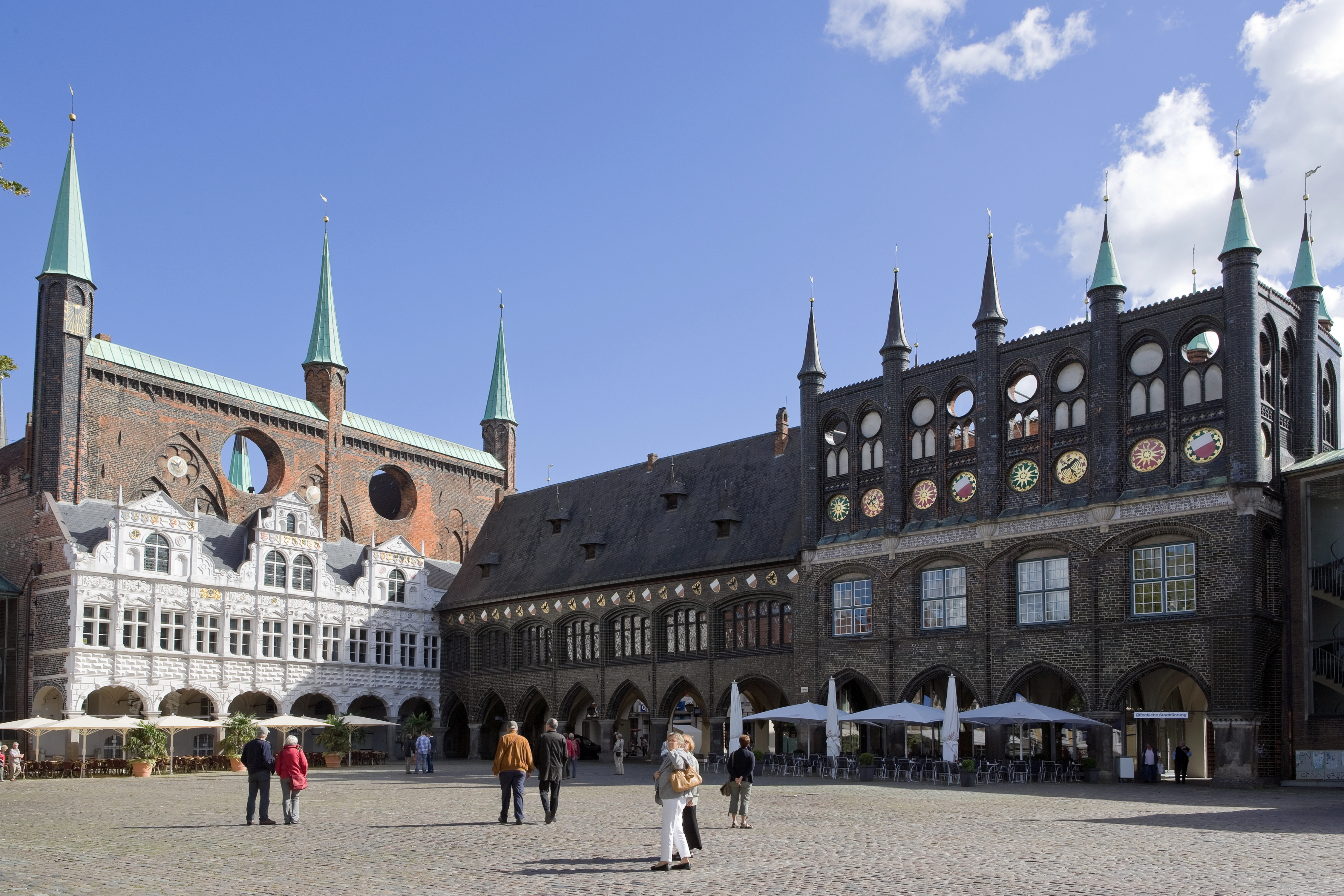

呂貝克市政廳（德語：Lübecker Rathaus）是位於德國城市呂貝克的一座建築，也是呂貝克的市政廳。最早的呂貝克市政廳竣工於1308年。